# Kronplatz

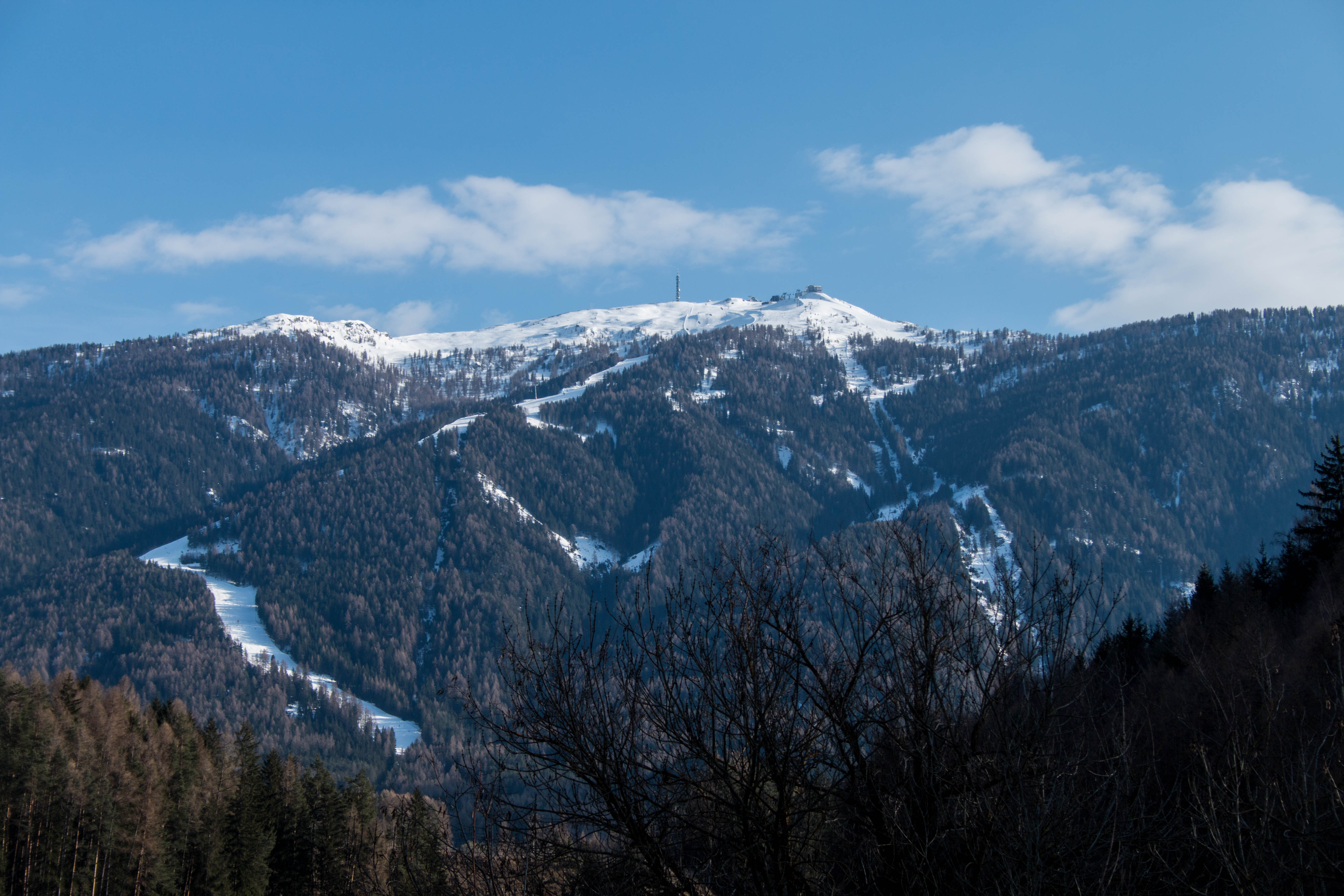
A Kronplatz észak felől

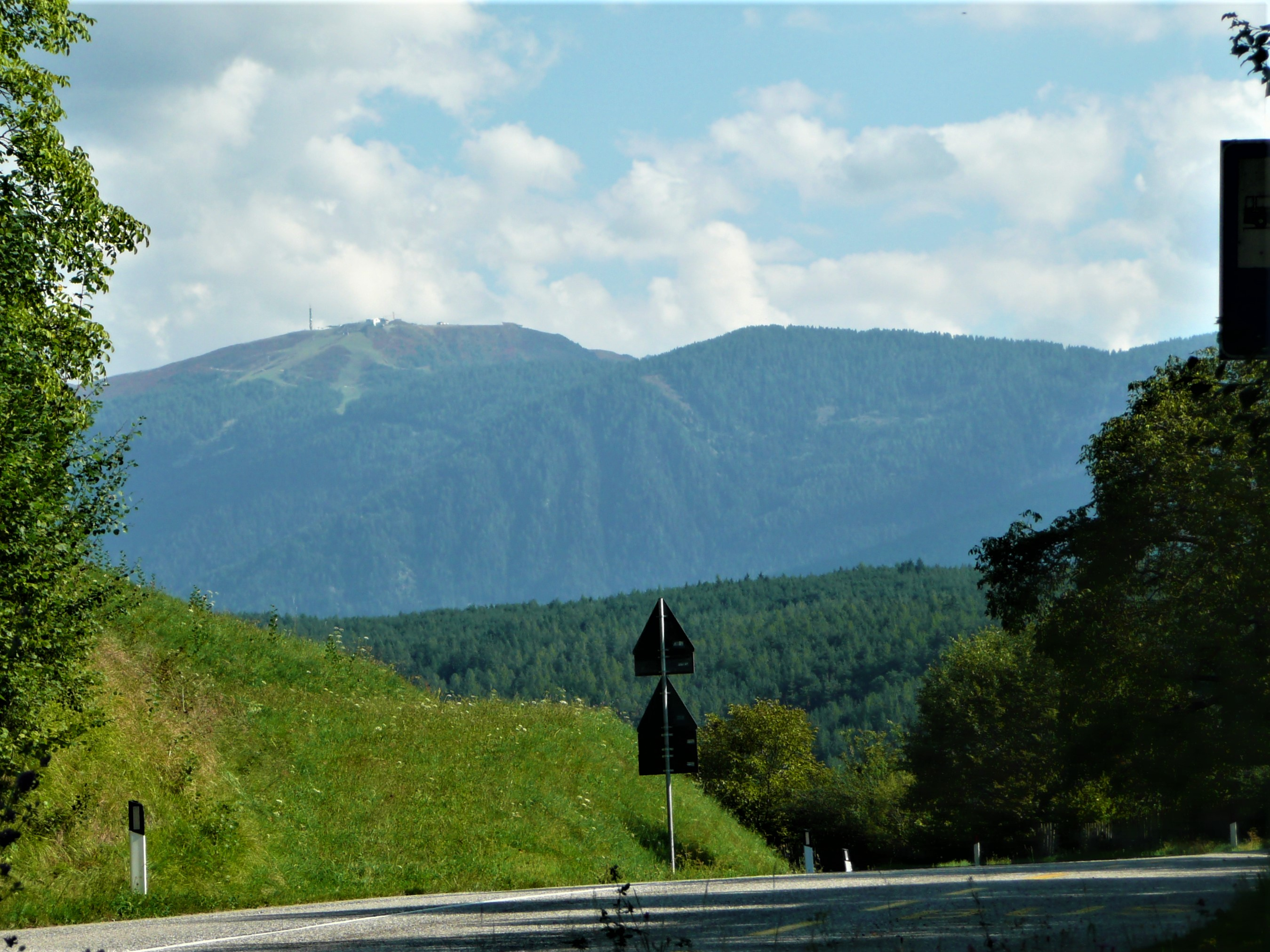
A hegy képe nyugat-északnyugat felől, a pfalzeni Schöneck várkastélyból

A Kronplatz (ladin és  olaszul: Plan de Corones) egy 2275 méter magas hegy az észak-olaszországi Dél-Tirolban, a Dolomitok északi peremén, a Puster-völgy nyugati részén, Bruneck (Brunico) város közelében. Nagy forgalmú, korszerűen kiépített télisport-központ, a Dolomiti Superski szövetség tagja. Az idegenforgalmi hirdetésekben a „Kronplatz” elnevezést kiterjesztették a hegyet környező turistaövezetekre is. A hegy csúcsát alkotó fennsík legmagasabb pontjának neve Spitzhörnle, itt három település – Bruneck (Brunico), Enneberg (Marebbe) és Olang (Valdaora) – területhatára találkozik.

## Fekvése
A vulkánikus eredetű  Kronplatz a dél-tiroli Puster-völgy (Pustertal / Valle Pusteria) nyugati részének déli oldalán fekszik, Bruneck várostól (légvonalban) 3 km-re délre. Közelsége miatt Bruneck „házi hegyének” (Hausberg) is nevezik. Környezetéből magányosan kiemelkedő, lapos fennsíkkal koronázott hegy, melynek formáját veknihez vagy kuglófhoz (panettone) hasonlítják. Ez a Pragsi-Dolomitok (Dolomiti di Braies) hegycsoportjának legészakibb kiemelkedése. (A Puster-völgy a Dolomitok északi határát képezi, a völgytől északra, a Kronplatz-cal szemben már a Keleti-Alpok főgerince húzódik, nyugat-keleti irányban a Ziller-völgyi, a Rieserferner és a Defereggen-völgyi csoportokkal. A főgerincen fut az 1919-es saint-germaini békeszerződésben megállapított olasz-osztrák államhatár.) A Kronplatz tetejéről észak felé tekintve a főgerinc felé felhatoló két széles völgy bejárata látszik, a Brunecknél induló Tauferer-völgy, és az Olangnál induló Antholzi-völgy.
A Kronplatz déli és keleti szomszédja Pragsi-Dolomitok hegycsoportja. Ennek legközelebbi csúcsa, a 2507 m magas kilátóhegy, a Piz da Peres, amely már a Fanes-Sennes-Prags Natúrpark területén fekszik. A két hegycsúcsot az 1789 m magas Furkel-hágó és az ott eredő Furkel-patak völgye választja el egymástól. A patak Olangnál érkezik a Puster-völgybe, és torkollik a Rienz folyóba.
A Kronplatz tömbjét nyugaton a Gader-patak nagy völgye (Gader-völgy, olaszul Badia) zárja, ettől nyugatra a Lüseni-Alpok (Lüsner Alpen / Alpe di Lusòn) tömbje emelkedik, egészen az Eisack (Isarco) folyó völgyéig, ahol az A22-es autópálya is halad.
A hegy tetején alkotó széles fennsíkról, a Hühnerspiel-ről („kapirgálódomb”) panoráma-körkilátás nyílik a környező hegyvidékre, a Keleti-Alpokra és a Dolomitokra. Tiszta látási viszonyok mellett déli irányban akár a Marmolada és Pale di San Martino, nyugat felé a Vinschgau (Val Venosta) körüli megmagasabb csúcsok is kivehetők.
A hegy egész felszínét valaha a Puster-völgy többi részére jellemző sűrű erdő borította, amelyet a sípályák és síközpontok kiépítésekor erősen megritkítottak. Nyáron a kopár mezőket marhalegelőnek használják.

## Közlekedése
A Kronplatz körzete több irányból is jól megközelíthető. Északon a Puster-völgyben halad az SS-49-es állami főútvonal, Brixen (Bressanone) városa (A22-es autópálya-csatlakozás) és a silliani osztrák határállomás között. Ugyanitt halad a Puster-völgyi vasútvonal, az osztrák határ és Franzensfeste (Fortezza) között.
Bruneckből közvetlenül elérhető a hegy északi lábánál fekvő Reischach, az északi felvonó völgyállomása. A hegy déli lejtőihez (az SS49-es főútról St. Lorentzen felől) Enneberg (Marebbe) és St. Vigil (San Vigilio) községekbe, a Furkel-hágó nyugati oldalára a 244-es úton lehet eljutni, amely a Kronplatzot nyugat felől kerüli meg, és onnan tovább délnek, a Felső-Abtei-völgybe (Alta Badia) kapaszkodik fel.
A Kronplatz legkedveltebb pályáit a keleti oldalon az SS49-es főútról Olang (Valdaora) felől a Furkel-patak völgyén át lehet elérni. (Ezen az úton tovább haladva a Furkel-hágóra jutunk (innen indulnak a déli lejtő Pradeles liftjei), majd a hágón túl szintén a hegy nyugati oldalára, Ennebergbe és St. Vigilbe érkezünk.
Bruneckből és Olangból buszjáratok is közlekednek a síliftek völgyállomásaihoz.

## Neve és történelme
A német Kronplatz név (szó szerint „Koronahely” a ladin nyelvű Plan de Corones tükörfordítása. A helyi német népesség Spitzhörnle vagy Hörnle (a.m. „kisebb hegycsúcs”) neveken emlegette. 
Thomas Haller, aki 1817–1824 között (német anyanyelvű) bíró volt Ennebergben, irataiban csak ezeket a „közönségesen ismert” német és ladin neveket írta be. Hosszú időn át több névforma és írásmód volt egyidejűleg használatban. A „hivatalos német” Kronplatz név csak a 19. századi derekán jelent meg. 
Elterjedésének, hivatalossá válásának üteme vitatott. Johann Jakob Staffler, aki 1843-től Bruneckben működött, mint járási elöljáró, egy 1844-es dokumentumban így nevezte: „das Hörnle oder Kronplatz (in Enneberg Planta coronis)” azaz „a Hörnle avagy Kronplatz, Enneberg-ben Planta coronis” (nevezetű hegy). Ugyanitt néhány oldallal később így írt: „Spitzhörnle oder Platzkron (Plang de corones)”. A 19. század második felében a német Kronplatz elnevezést már elterjedten használták.
A ladin nyelvű helynévben a többes számú „corones” szó teraszos hegyoldalt jelent. A déli, Ennebergre néző hegyoldalakon ennek nyomai ma is felismerhetők, bár a 20. század folyamán a terep egyenetlenségeit – sípályák kialakítása céljából – jelentős mértékben lesimították. A hasonlóan hangzó korona értelmezés a ladin nép Dolomit-legendáinak egyikéből, a Fanes-sagából származik, eszerint a harcos Dolasilla királylányt a Kronplatz fennsíkján koronázták meg.
Az első világháború után a Puster-völgy nyugati része olasz fennhatóság alá került. A Kronplatz hivatalos olasz neve a ladin Plan de Corones lett. Az 1920-as években erőszakos olaszosítás kezdődött, ennek ideológiai alapját az Ettore Tolomei olasz nacionalista politikus által az 1890-es években készített „Prontuario dei nomi locali dell’Alto Adige” című lista képezte, amely mesterségesen költött olasz helyneveket tartalmaz, és amellyel az Olasz Királyságnak Tirolra vonatkozó területi igényét kívánták igazolni. A ladin nyelvű Plan de Corones azonban nem erről a listáról származik, hanem valódi régi helyi elnevezés. Az 1946-ban megkötött, a tiroli nemzetiségek egyenjogúságát kimondó Gruber–De Gasperi-egyezmény óta mindkét névformát párhuzamosan használják.
A Kronplatz a 20. század első felében nyert nemzetközi ismertséget, a turizmus és a sísport terjedésével. Ekkor nyerte a Brunecker Hausberg („Bruneck házi hegye”) melléknevet.

## A télisport-központ

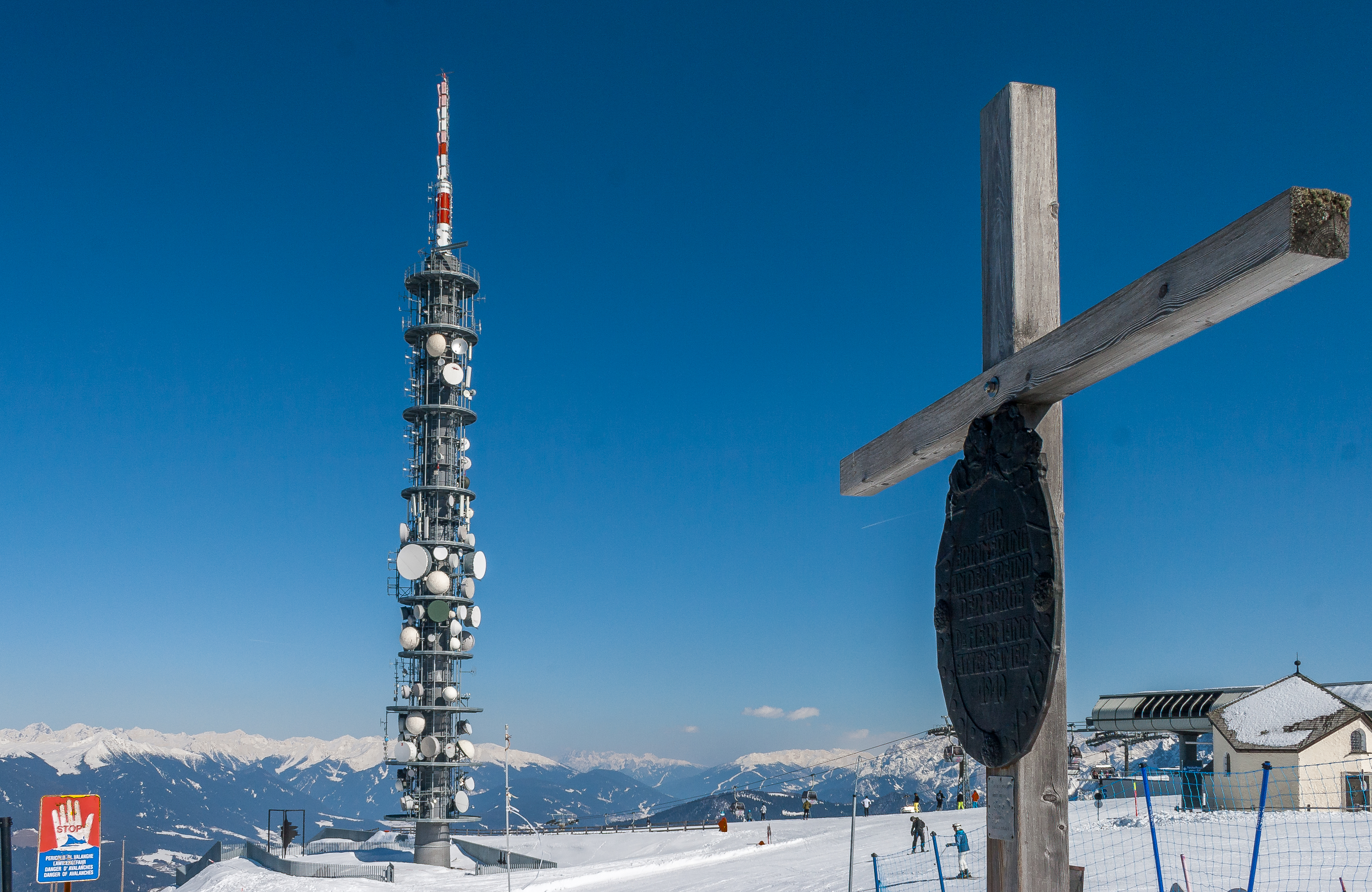
Csúcskereszt és antennatorony a hegytetőn

### Kiépülése
Már az első világháború előtt tervezték egy Bruneckből a Kronplatzra vivő személyszállító drótkötélpálya megépítését, ez azonban a háború és az olasz megszállás miatt meghiúsult. 1938. január 19-én bejegyezték a Funivia Dolomiti Monte Corona AG részvénytársaságot, egy hasonló felvonó létesítésének szándékával. Az egymillió lírát kitevő költséget azonban nem sikerült összehozni, a társaságot 1939 novemberében felszámolták.
Az 1950-es évektől a kötélpálya-építés ügyét a brunecki lokálpatrióták tartották napirenden. 1960-ban 550 000 líra alaptőkével megalakult a Kronplatz Seilbahn Genossenschaft m.b.H. nevű szövetkezet, ezt 1961-ben sikeresen átalakították Kronplatz Seilbahn AG Bruneck részvénytársasággá, százmillió líra alaptőkével. 1961-ben egy Sand in Taufers-i székhelyű építési vállalkozás megkapta a megrendelést a szükséges anyagszállító drótkötélpálya megépítésére, de rövidesen kitűnt, hogy maga a személyszállító felvonó a tervezettnek sokszorosába kerülne. A római közlekedésügyi minisztérium közreműködésével országos versenytárgyalást írtak ki. 1962-ben a milánói Ceretti & Tanfani cég 237 millió líráért megkapta a megbízást. Mivel a felvonó-részvénytársaság jegyzett tőkéjének (100 millió lírának) csak 38%-át fizették be, ezért a vállalkozást hitelekből finanszírozták. A trienti Mediocredito bank 180 milliós hitelt, a Brunecki Takarékpénztár 40 milliót hitelezett. 1963 tavaszán megkezdődött az első – Belvedere – felvonó és sílift építése, melyet – a műszaki nehézségek ellenére – még az év karácsonyán sikeresen üzembe is helyeztek.
Az első síszezonban realizált gyenge bevételek miatt a részvénytársaságnak újabb 125 millió lírás hitelt kellett felvennie. Csak az Észak-Tiroltól 1964-ben kapott 5 000 000 Schilling hitel mentette meg az összeomlástól. „Brunecki házi hegyének” bekapcsolása az idegenforgalomba azonban megkezdődött, és újabb beruházások következtek.
1967-ben megkezdték a Sonnenlift, a nagy hegyállomás és étterem tervezését. 1970-71 telén a síelők már használhatták az 5,4 km hosszú Silvester sípályát. A vendégek száma gyorsan növekedett, az 1960-as évek végére (a Belvedere mellett) üzembe álltak az Ochsenalm, a Korer, a Marchner, a Furkel és az Alpen nevű síliftek, a Kronplatz a nagy forgalmú olasz síterepek versenytársává vált. 1973-ben a Reischach felőli oldalon megkezdték a Herrnegg ülőlift és Pramstall húzólift építését. 1974-re elkészült a nagy hegyállomás és az éttermek. Az 1970-es évek közepére a részvénytársaság nyereségessé vált. Az 1980-as évek elején megkezdték a meglévő liftek technológiai korszerűsítését, szállító kapacitásuk bővítését. 1986-87 telén megnyílt két új, egymás fölé kapcsolt kabinos kábelfelvonó (Kronplatz I és II), melyek óránként 2250 főt szállítottak. Ez a teljesítmény a maga korában világszerte a legnagyobbak közé számított. Az új pályák és síliftek tömegeket vonzottak, a völgyállomások körül nagyszabású parkolóhely-építéseket kellett végrehajtani.
2000-ben megnyílt a Kronplatz 2000 felvonó. Az elavult Herrnegg ülőliftet lebontották. 2003-ban a a Kronplatz I és II liftet átalakították modern nyolcüléses kabinos liftre. A liftek szállító teljesítménye 3950 fő/órára nőtt.
2008-ban az „S.A.S. Projekt Ried” elnevezésű fejlesztés, amely Percha irányában egy új pálya kialakítását, új liftek és parkolóhelyek építését jelentette, heves ellenkezést váltott ki a hegy lábánál élő lakosság körében. Népi kezdeményezés indult a projekt lefújásáért. A Bruneck/Brunico comune területén megrendezett helyi népszavazáson azonban a részvétel 40% alatt maradt, 2008. december 11-én a dél-tiroli megyei elöljáróság zöld utat adott a projektnek. A Ried-liftet 2011-ben üzembe helyezték.
2011-ben 32 sífelvonó és sílift működött, óránként összesen 66 362 fő szállítására képesen.
A síterep központját, a Kronplatz fennsíkját 12 kabinos és 5 ülőszékes felvonóval lehet elérni, három irányból. A két szomszéd hegyre, a Piz da Peres-re (délen) és a Piz de Plaies-ra (délnyugaton) további 8 kabinos és egy ülőszékes felvonó visz fel, az utóbbi St. Vigil községből indul. A Kronplatz környezetében több kisebb dombon helyi  síközpontokat is kialakítottak, amelyek a Puster-völgyből, a Gsiesi-völgyből és az Antholzi-völgyből érhetők el.
A lifteket három cég üzemelteti, köztük a legnagyobb a Kronplatz Seilbahn AG, amely a 2006-2007-es üzleti évben 12 millió Euró fölötti bevételt ért el. A hegy és a környék síterepei a Dolomiti Superski regionális szövetség tagjai, pályáikra és liftjeikre a Kronplatz/Plan de Corones zóna bérletei érvényesek.

### Sípályái

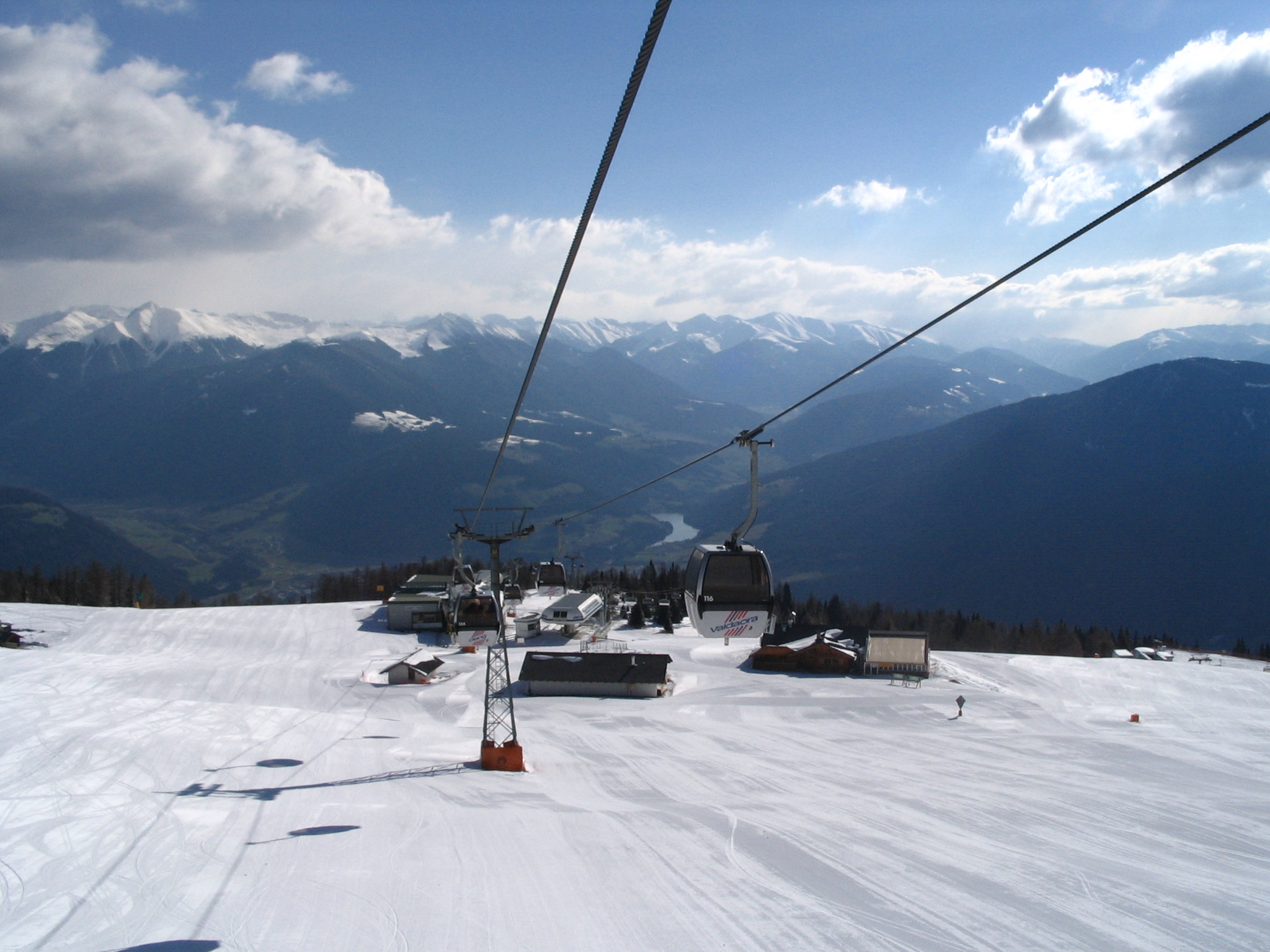
Kronplatz: kilátás kelet felé, az Olang és az Arndt síliftekre

A Kronplatz síközponthoz 114 kilométernyi gondozott sípálya tartozik (1000…2275 méteres szintmagasságok között). Természetes hó hiánya esetén az összes sípálya hóágyúzható, így a pályák (alacsony fekvésük ellenére is) még kora tavasszal is jól síelhetők).
A Kronplatz hegyen öt nagy, völgyig vezető lesiklópálya található:
- két db 5 km hosszú pálya, 1160 m magasságkülönbséggel, Reischach/Riscone felé, a hegy brunecki oldalán,
- egy 6,5 km hosszú pálya, 1110 m magasságkülönbséggel, Gassl felé, a hegy olangi oldalán,
- egy 6 km hosszú pálya, 1070 m magasságkülönbséggel, St. Vigil felé,
- egy 7 km hosszú pálya, 1355 m magasságkülönbséggel, Percha felé, és
- egy 2 km hosszú (fekete) pálya, 500 m magasságkülönbséggel, a Piz de Plaies csúcsról nyugat felé, a Gader-völgyben fekvő Piculin felé, innen síbusszal lehet az Abtei-völgy (Alta Badia) felé tovább menni.

### Alpesisí-világbajnokság
A Kronplatz Erta pályáján (St. Vigilben) rendezték 2017-ben és 2018-ban az AUDI FIS alpesisí-világbajnokságának egy-egy női óriás-műlesiklás versenyét. Ennek sikere nyomán a Nemzetközi Síszövetség (FIS) 2019-ben a Kronplatzon tervezi egy női világbajnoki óriás-műlesikló verseny megrendezését.

## Kerékpársport
A 2008-as Giro d’Italia 16. szakaszának nyomvonalát (2008. május 26-án) a Kronplatz-on keresztül vezették: a 12,9 km hosszú hegyi gyorsasági szakasz Sankt Vigil-ből (San Vigilio di Marebbe / Al Plan de Maréo) falutól (Enneberg (Marebbe) község egyik frakciójától) a Kronplatz csúcsára vezet fel. 2010-es Giro d’Italia egyik szakaszának útvonalát is a Kronplatzon át vezették. A 2019-es Giro d’Italia két szakaszát a Kronplatz északi előterében, az Antholzi-völgyben és Olang (Valdaora) körzetében tervezik. A hegyen és környékén számos kiépített kerékpáros túraút található.

## Látnivalók a hegyen

### Concordia 2000

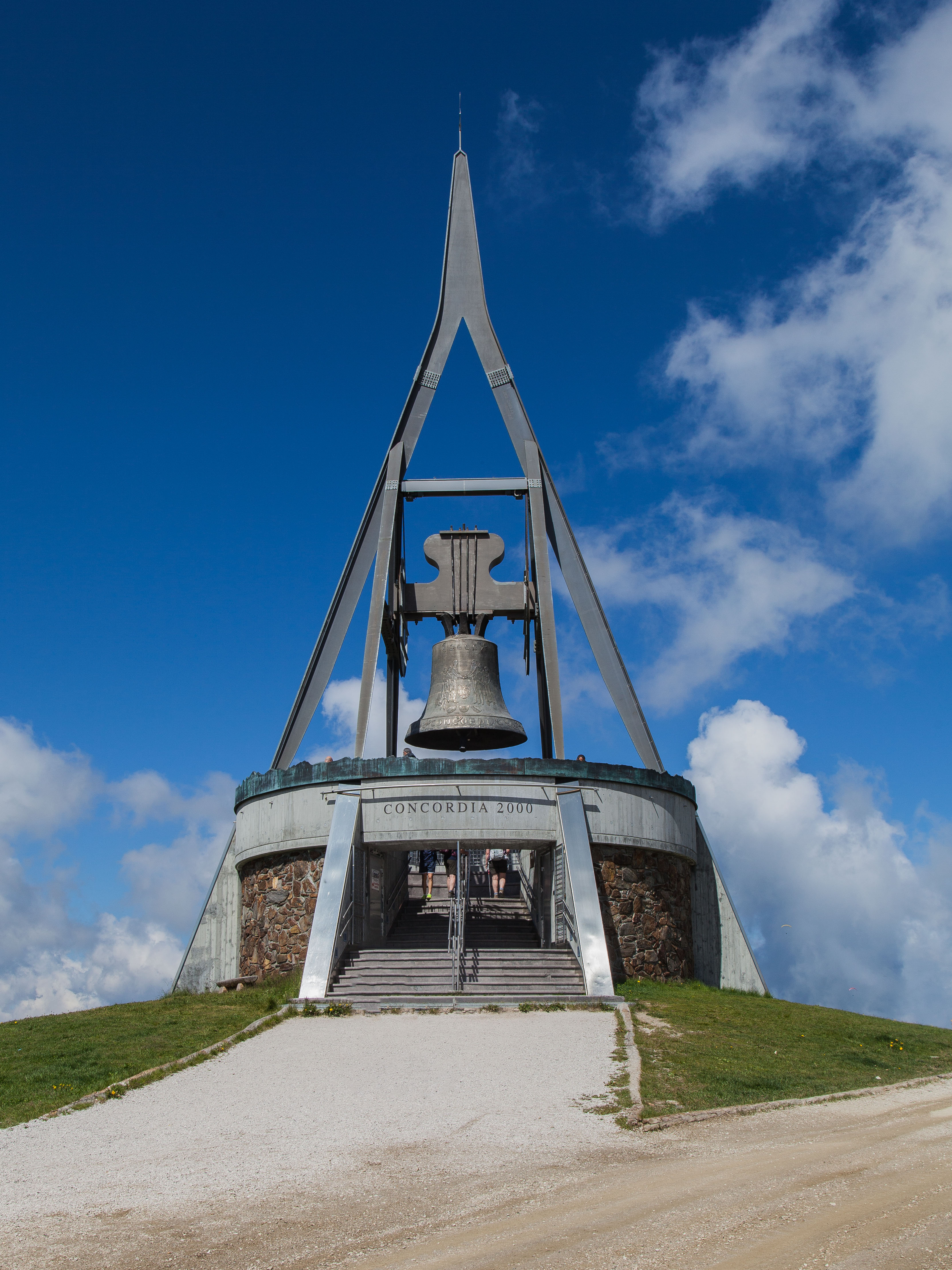
A Béke-harang és kilátóterasz a Kronplatz fennsíkján

Az évezred-fordulóra készülve egy polgári kezdeményezés javasolta egy harangtorony felállítását a fennsíkon, egyrészt a síközpont építőire emlékezve, másrészt általában az emberek közötti békés egyetértést hirdetve. Az elöljáróság is felkarolta a „Concordia 2000” ügyét. Egy St. Ulrich-i harangöntő mester készítette a harangot, melyet 2003 nyarán a hegytetőn álló kilátóterasz fölé függesztettek fel.

### Szent Sebestyén-kápolna
1984-ben a Kronplatz tetején egy Szent Sebestyénnek szentelt hegyikápolnát építettek (St.-Sebastian-Kapelle vagy Kronplatzkapelle). A tiroli osztrák területvédő (császári) lövészcsapatokra emlékezve Schützenkapelle névvel is illetik.  
2018-ban, az első világháború befejezésének 100. évfordulója alkalmából a császári lövészek észak- és dél-tiroli szervezeteinek szövetsége a kápolnánál emlékünnepséget tartott az elesett bajtársakra és Tirol Ausztriától való elszakítására emlékezve. A kápolnában elhelyezték az utolsó osztrák–magyar uralkodónak, Károly császár és királynak ereklyéjét.

### „MMM Corones” hegymászó múzeum

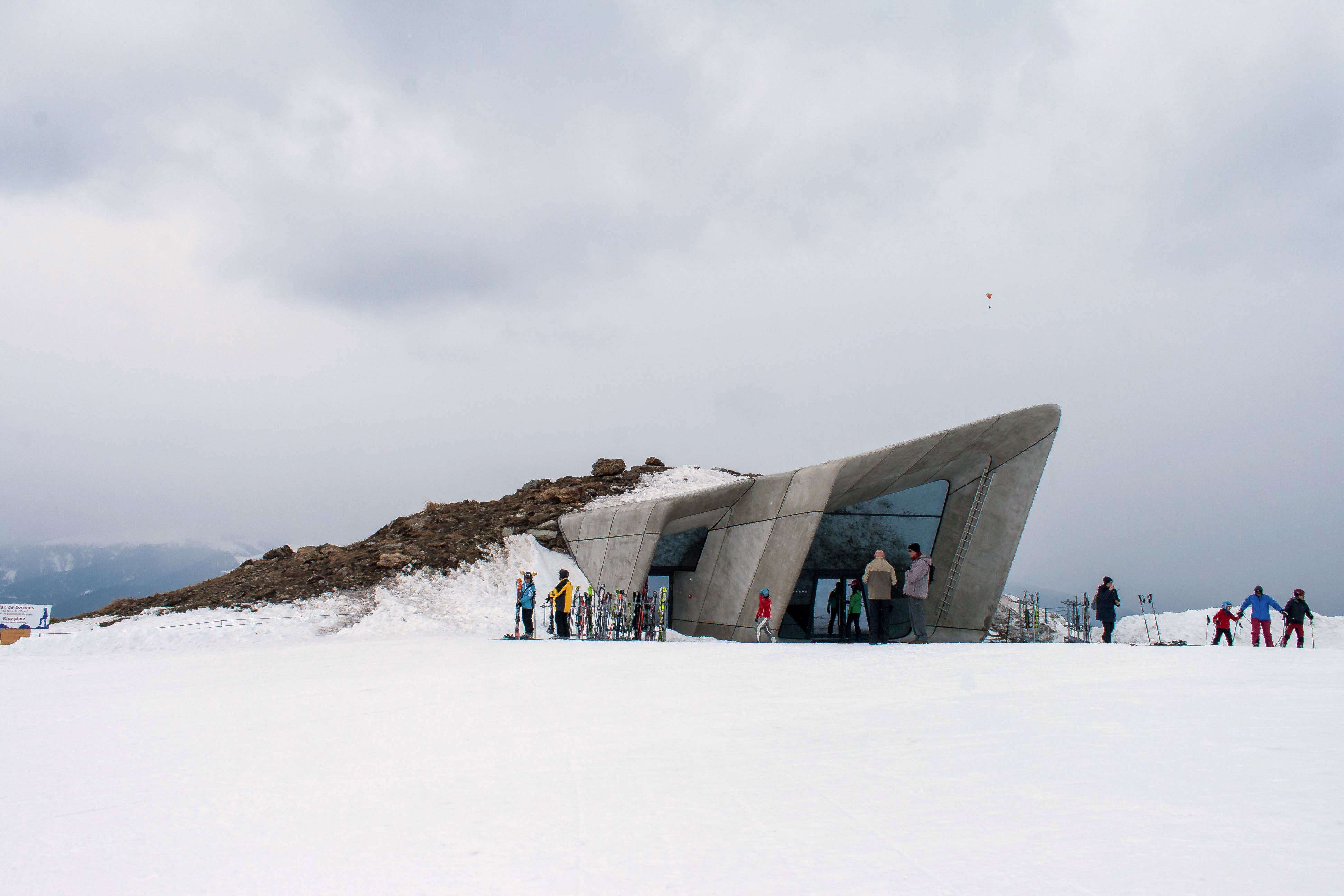
Az MMM Corones hegyimúzeum

2015. július 24-én a Kornplatz tetején megnyitották Reinhold Messner extrém-hegymászó Messner Mountain Museum nevű múzeum-projektjének hatodik egységét, az „MMM Corones”-t, mely alapvetően a hegymászást, sziklamászást mutatja be.

A tájba illeszkedő különleges épület Zaha Hadid iraki építésznő (1950–2016) egyik utolsó munkája.

### „LUMEN”, a hegyi fényképezés múzeuma
2018. december 20-án a Kronplatz tetején, a régi sílift átépített hegyállomásának épületében megnyitották a „LUMEN” múzeumot, melyet a hegyi fényképezésnek szenteltek. Az átépítést a brunecki EM2 építész-iroda végezte.

## Kapcsolódó irodalom
- Hans Pescoller. Rund um den Kronplatz: Ein Gebietsführer durch Bruneck, Olang, St. Vigil in Enneberg, St. Lorenzen (Südtiroler Gebietsführer). Bozen (Bolzano): Athesia Tappeiner Verlag. ISBN 978-8870140323
- 3D Wanderkarte Kronplatz und Umgebung / Carta escursionistica 3D - Plan de Corones e dintorni [archivált változat]. Bozen (Bolzano): Athesia Tappeiner Verlag (2017). ISBN 978-88-7073-892-6. Hozzáférés ideje: 2019. február 27. [archiválás ideje: 2019. február 28.]
- Franz Hauleitner. Wanderführer Dolomiten 5. Sexten – Toblach – Prags [archivált változat]. Oberhaching: Bergverlag Rother (2018). ISBN 978-3-7633-4199-3. Hozzáférés ideje: 2019. február 27. [archiválás ideje: 2019. február 28.]